# Kai Kobad I.

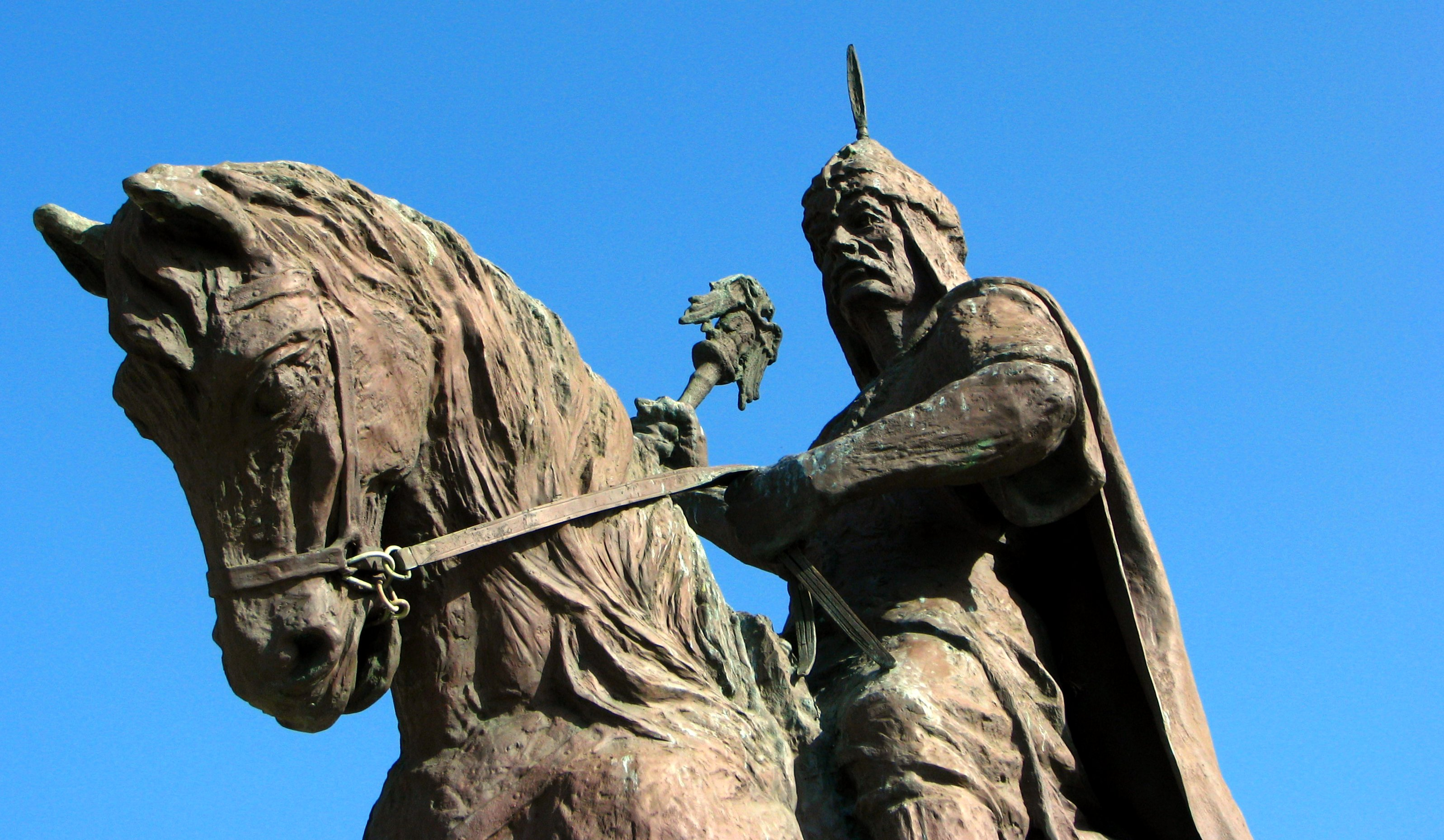
Neuzeitliche Statue Kai Kobads I. in Alanya

Ala ad-Din Kai Kobad I. (persisch علاء الدين كيقباد, DMG ʿAlāʾ ad-Dīn Kai-Qubād, neutürkisch Alaeddin Keykubad; † 1237) war von 1220 bis zu seinem Tod Sultan der Rum-Seldschuken. Er folgte seinem Bruder Kai Kaus I. nach. Unter ihm wurde das Sultanat zum mächtigsten Reich der Region.

## Familie und Jugend
Kai Kobad I. war der zweite Sohn Kai Chosraus I. Schon in jungen Jahren wurde ihm der Titel eines Malik verliehen. Kai Kobad I. regierte als Prinz die Stadt Tokat. Als sein Vater 1211 starb stritten sich Kai Kobad I. und sein älterer Bruder Kai Kaus I. um die Nachfolge. Kai Kobad I. erhielt anfangs Unterstützung durch die Herrscher Leo II. von Kleinarmenien und Toghril-Schah von Erzurum. Doch sein Bruder wurde von den meisten Emiren und der ländlichen Aristokraten unterstützt, sodass Kai Kobad I. den Kampf und den Thron verlor und nach Ankara floh. Später wurde er von seinem Bruder gefangen genommen und in einer Festung in Westanatolien inhaftiert. Nach dem plötzlichen Tod seines Bruders 1220 wurde er neuer Sultan.

## Feldzug nach Kilikien

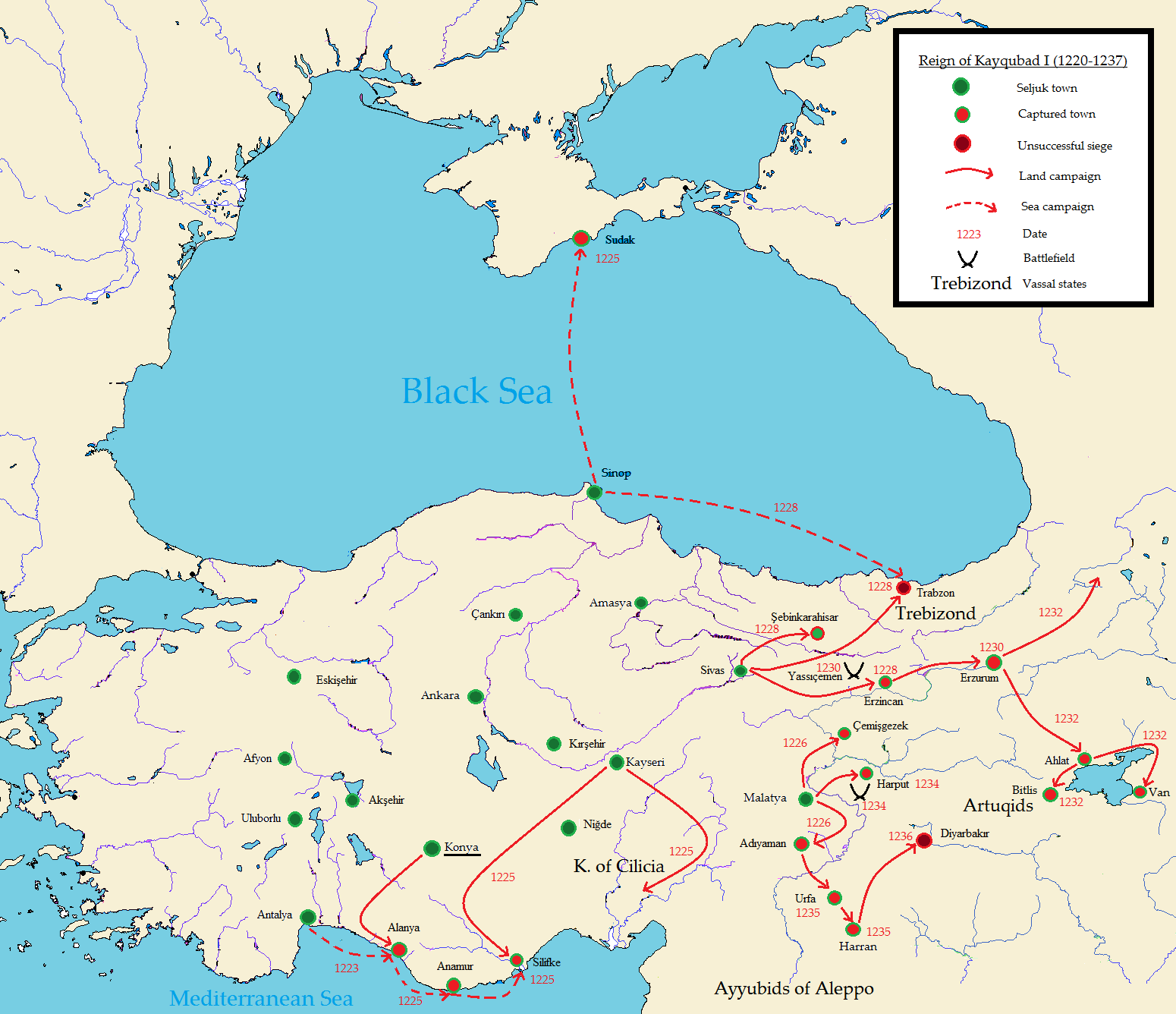
Feldzüge des Kai Kobads in Anatolien und auf die Krim.

Nach seiner Thronbesteigung unternahm er seinen ersten Feldzug nach Kilikien im Süden. Hinter diesem Feldzug steckten strategische und wirtschaftliche Gründe. So wollte er den Seldschuken den Mittelmeerhandel eröffnen. Aus Antalya kommend, belagerte er zu Lande und zur See die Burg von Kalonoros. Hier herrschte der kleinarmenische Adlige Kyr Vart (auch Kir Fard). Er hielt seine feste Burg lange gegen die seldschukische Belagerung. Als er feststellte, dass die Festung nicht mehr zu halten war, handelte er eine friedliche Übergabe aus. In einem Abkommen wurden Kyr Vart in der Umgebung von Konya-Akşehir fünf Dörfer zugebilligt. Kai Kobad I. heiratete Kyr Varts Tochter Hunat Hatun. Sie wurde später in Kayseri im Hunat-Hatun-Komplex begraben.
Sultan Kai Kobad I. gab dem eroberten Kalonoros seinen Namen und nannte es Alaiyya (ʿAlāʾiyya, heute Alanya). Alaiyya erlebte in der Regierungszeit von Kai Kobad I. eine Blütezeit. Der Sultan baute die Stadt fast zur Gänze neu und nutzte sie als Winterresidenz. Die Karawanserei Alara Han bei Alanya wurde auch auf seinen Befehl hin errichtet. Er siedelte Wissenschaftler und Künstler an und machte damit aus dieser alten Piratenstadt in kurzer Zeit eine Hauptstadt, in der Kultur, Handel und Wissenschaften blühten. Auch wurden einer Reihe von Kaufleuten Konzessionen gegeben. Edelsteine, Gold, Silber und Getreide konnten zollfrei eingeführt werden. Auf andere Importe wurde nur eine geringe Steuer eingehoben. Die wichtigsten Güter, die Alanya an Kaufleute aus Venedig, Genua und Florenz verkaufte, waren Gewürze, Leinen und Zucker. Zedernholz war ebenfalls ein beliebter Exportartikel, insbesondere nach Ägypten. Mit dem Tod Kai Kobads I. neigte sich auch die Blütezeit von Alaiyya ihrem Ende zu.

## Andere Eroberungen
Nachdem er im Süden erfolgreich war, startete Kai Kobad I. Militärkampagnen nach Norden gegen das Kaiserreich Trapezunt am Schwarzen Meer. Unter seinem Emir Chupan erreichte eine Seeexpedition die Krim und errichtete ein Protektorat über die Stadt Sudak. Im Osten profitierte er von Streitigkeiten unter den lokalen Fürsten und eroberte so die Besitztümer der Saltukiden rechts des Euphrats. 1228 eroberte er Erzincan und beendete das Beylik der Mengücek. Erzincan wurde seinem Sohn und späterem Nachfolger Kai Chosrau II. übergeben. Auf seinem Zug nach Osten eroberte er die Festungen Adıyaman, Kâhta und Çemişgezek. Als die in Anatolien einfallenden Choresm-Schahs die wichtige Stadt Ahlat einnahmen, sah sich Kai Kobad I. gezwungen sich mit seinen Rivalen, darunter die Ayyubiden, gegen die Choresm-Schahs zu verbünden. Im Jahre 1230 besiegte er die Choresm-Schahs unter ihrem letzten Herrscher Dschalal ad-Din Mengübirti in der Schlacht von Yassı Çemen. Nun aber sahen sich Kai Kobad I. und die Ayyubiden direkt gegenüber. 1233 schlug Kai Kobad I. eine Invasion des Ayyubiden al-Kamil aus Syrien zurück. 1237 verstarb Kai Kobad I. und der Zerfall des Sultanats begann. Sein Sohn verlor gegen die Mongolen aus dem Iran und das Sultanat wurde zu einem Vasallen der Ilchane.

## Bauten
Neben dem fast kompletten Neuaufbau der Stadt Alaiyya hinterließ er weitere Bauten. Zu nennen sind da die Alaeddin-Moschee (Alâeddin Camiî) in seiner Hauptstadt Konya, der Palast Keykubadiye in Kayseri und der Palast Kubadabad am Beyşehir-See. Kai Kobad I. ließ auch viele Karawansereien (Handelsposten und Raststätten) errichten.

## Internet
| Vorgänger   | Amt                      | Nachfolger      |
| ----------- | ------------------------ | --------------- |
| Kai Kaus I. | Sultan von Rum 1220–1237 | Kai Chosrau II. |

| Personendaten    | Personendaten                                          |
| ---------------- | ------------------------------------------------------ |
| NAME             | Kai Kobad I.                                           |
| ALTERNATIVNAMEN  | Alaeddin Keykubad; Kai Kobād I.; Allā ud-Dīn Key-Qobād |
| KURZBESCHREIBUNG | Sultan der Rum-Seldschuken                             |
| GEBURTSDATUM     | 12. Jahrhundert oder 13. Jahrhundert                   |
| STERBEDATUM      | 1237                                                   |